# 레오강

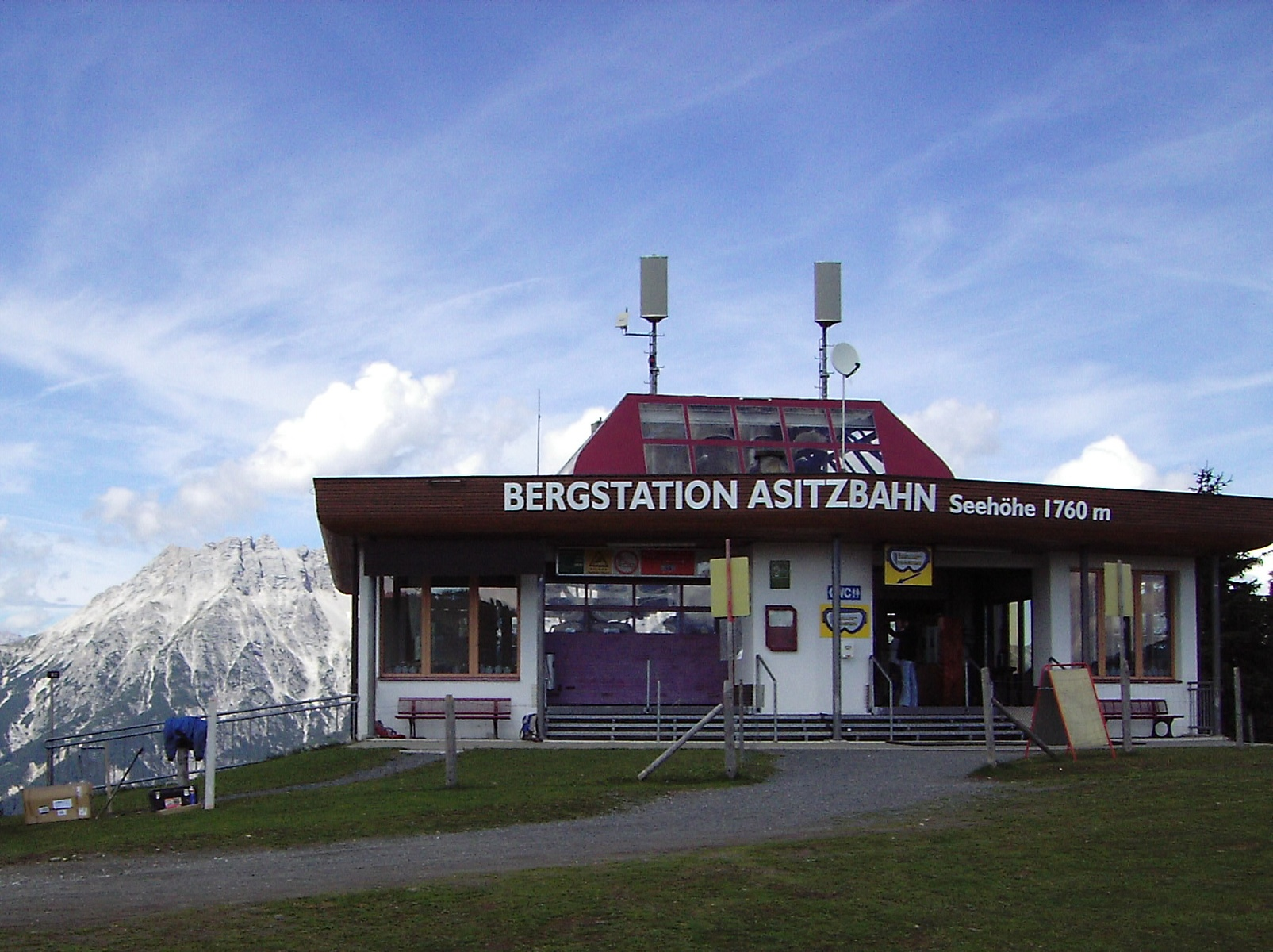
레오강 곤돌라 리프트

레오강(독일어: Leogang)은 오스트리아 잘츠부르크주에 위치한 도시로 면적은 90.29km2, 높이는 788m, 인구는 3,263명(2018년 기준), 인구 밀도는 36명/km2이다. 930년 문헌에 처음 등장할 정도로 오랜 역사를 가진 광업 관련 시설이 남아 있으며 시내에는 광업 고딕 박물관이 입주하고 있다. 여름철 산악 하이킹, 겨울철 스포츠로 유명한 휴양지이기도 하다.

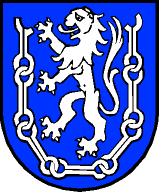
시 문장

## 인구
| 연도 | 인구  | ±%     |
| ---- | ----- | ------ |
| 1869 | 1,240 | —      |
| 1880 | 1,436 | +15.8% |
| 1890 | 1,415 | −1.5%  |
| 1900 | 1,498 | +5.9%  |
| 1910 | 1,713 | +14.4% |
| 1923 | 1,813 | +5.8%  |
| 1934 | 1,879 | +3.6%  |
| 1939 | 1,944 | +3.5%  |
| 1951 | 2,122 | +9.2%  |
| 1961 | 2,207 | +4.0%  |
| 1971 | 2,556 | +15.8% |
| 1981 | 2,726 | +6.7%  |
| 1991 | 3,034 | +11.3% |
| 2001 | 3,035 | +0.0%  |
| 2011 | 3,089 | +1.8%  |